# Micomitra stupida
Micomitra stupida (лат.) — вид двукрылых из семейства жужжал.

## Описание
Длина тела имаго 9—12 мм. Край рта жёлтый. Лоб в чёрных волосках и блестящих белых чешуйках. У самок лоб шире, чем у самцов. Усики в основном жёлтые, лишь верх третьего членика чёрный. Хоботок короткий, не выступает за край рта. Щупики чёрные. Среднеспинка и щиток в чёрных волосках и блестящих чешуйках. Бока среднеспинки с полосой из белых и жёлтых чешуевидных волосков. Вершина щитка красновато-коричневая и задний край с полоской светлых волосков. Ноги чёрные. Крылья прозрачные. Жужжальца светло-жёлтые. На боках первого тергита брюшка имеется пучок светлых волосков. Передние края тергитов со светлыми перевязям.

## Биология
Личинки паразитируют в муравьиных львах Neuroleon nostras, Myrmeleon inconspicuus, Creoleon lugdunensis, Megistopus flavicornis и Megistopus lucasi.

## Распространение
Вид встречается в Европе (на севере до широты Ленинградской области), на Кавказе и в Средней Азии в Египте, Ливии, Турции, Казахстане, Кыргызстане, Туркменистане и Таджикистане.